# ザ・コレクターズ
THE COLLECTORS（ザ・コレクターズ）は、日本のロックバンド。
ブリィティッシュ・ロックに影響を受けた加藤ひさしが中心となって結成。以来、モッズのスタイルを変えずに活動をしている。ネオモッズ、ネオGS、はたまたビート系バンドの元祖などと様々な冠を付けられている。
オフィシャル・ファンクラブの名称は『コレクトロン』。
ポッドキャストは『池袋交差点24時』。

## 概要
1979年、加藤ひさしが高校時代の同級生と、バンド「THE BIKE（元エキセントリック・ジャム）」を結成。当時はパンキッシュな楽曲が多かった。またザ・コレクターズ結成後にも演奏する楽曲が多数あり、例として「がんばれG.I.Joe!」や「TOO MUCH ROMANTIC!」などは、この頃から存在する楽曲である。
1985年にメンバーが増え、バンド名をTHE BIKESに改め活動するも、同年に解散。翌1986年に、THE BIKESで活動していた加藤ひさしとリンゴ田巻らで、ザ・コレクターズを結成。後に古市コータロー、チョーキーとしはるが加入。ブリティッシュ・ロックを彷彿させる音楽スタイルとルックスを変えることなく活動する。1991年、メンバーチェンジを経て日本コロムビアに移籍。現在に至るまで、一度も休止せずに活動を続けている。
ザ・コレクターズの楽曲はほぼ全て、ボーカルの加藤ひさしの作詞・作曲である。近年のアルバムには、ギターの古市コータローがメインボーカルで歌う楽曲が収録されていることが多い。そのような楽曲でも加藤が作詞・作曲をしているが、加藤曰く「コータローくんがいつも言っているようなことを歌詞の中に練り込んで」いるという。
代表曲として、「世界を止めて」「いいことあるさ」「愛ある世界」「僕はコレクター」「悪の天使と正義の悪魔」「NICK! NICK! NICK!」などが挙げられる。また「CHEWING GUM」（WRIGLEY'S CHEWING GUM）の演奏に合わせて、オーディエンスがステージにチューインガムを投げるライブ・パフォーマンスも知られている。
バンド名は、テレンス・スタンプ主演の映画『コレクター』に由来する。

## メンバー
- 加藤ひさし

（かとう ひさし、本名：加藤 弥）
1960年11月22日（64歳）生まれ
リーダー、ボーカル担当。
矢沢永吉の多くの楽曲の作詞も手がけるなど、作詞家・作曲家としても活動している。
血液型はA型。
- 古市コータロー

（ふるいち コータロー、本名：古市 耕太郎）
1964年5月30日（61歳）生まれ
ギター担当。
現在までに6枚のソロアルバムを発表している。ザ・コレクターズのバンドTシャツのデザインを数多く制作している。
血液型はO型。
- 山森 JEFF 正之

（やまもり ジェフ まさゆき、本名：山森 正之）
1963年12月7日（61歳）生まれ
ベース担当。
ザ・シャムロックの元メンバー。現在はオレンジズ（The Oranges）やザ・ピノキオズ（The Pinocchios）、ジューシィ・フルーツ、瞳みのる＆二十二世紀バンドでも活動している。
2014年4月にサポートメンバーとして参加し、同年11月22日のライブ中に正式メンバーに昇格。阪神タイガースファンであり、音楽家になる前は阪神の選手になることが夢だったという。血液型はA型。
- 古沢 'cozi' 岳之

（ふるさわ コーヂ たかゆき、本名：古沢 岳之）
1975年12月20日（49歳）生まれ
ドラムス担当。
元FURS、Raspberry Circusのメンバーであり、CHANGE ENERGY'Sでも活動するドラマー。
2016年6月にサポートメンバーとして参加し、翌年1月7日に正式メンバーに昇格。血液型はO型。

## 旧メンバー
阿部耕作
1966年7月30日（59歳）生まれ
ドラムス担当。
愛称は、別名である「阿部“Q”耕作」から「Qちゃん」。
NEW BOOTS & PANTIES、チリヌルヲワカの元メンバー。1991年のメンバー・チェンジの際、オーディションを経てバンドに参加した。“謎の宇宙人３人組”バンドLOVE JETSでは忌野清志郎、太田要と共に『天才てれびくん』（NHK教育TV／NHKワールド・プレミアム）のオープニングテーマを担当した。現在はqps、TAIJI at THE BONNET、the castanetsなどのメンバーとしても活動する。
2016年6月まで在籍。血液型はA型。
小里誠
1965年3月13日（60歳）生まれ
ベース担当。
ORIGINAL LOVE（元THE RED CURTAIN）、ピッキーピクニックの元メンバー。ピッキーピクニックでは「飛鳥優司」という名義で活動していた。
女性ボーカルのマサミとのユニット「Francis」の名義でソロアルバムを1枚発表している。2015年にソロ活動を再開した。
2014年3月まで在籍。血液型はA型。
リンゴ田巻
1960年7月27日（65歳）生まれ
ドラムス担当。
2006年に、かつて加藤ひさしと共に在籍していたバンド「THE BIKE」の楽曲である『僕はひどいパラノイア』を、加藤とリンゴ、古市の3人でスタジオ・レコーディングする。詳細は下記の来歴を参照。
1991年1月まで在籍。
チョーキーとしはる
1966年4月2日（59歳）生まれ
ベース担当。
2014年5月10日、古市コータロー誕生日記念ライブ「KOTARO 50th BIRTHDAY LIVE "SWEET ROAD TO YOUTH"」にて久しぶりに公に姿を現し、メンバーと共にベースで「TOO MUCH ROMANTIC!」を演奏した。
2025年8月2日　盛岡で行われたコレクターズナイト10周年のステージで加藤、古市と共に「TOO MUCH ROMANTIC！」「夢見る君と僕」「僕の時間機械」を演奏した。
1991年1月まで在籍。血液型はA型。
大名
1961年8月27日（63歳）生まれ
ギター担当。
POW!のメンバー。レコーディングには参加していない。
1986年9月まで在籍。血液型はO型。
勝本幸浩
ベース担当。
愛称は「カッちゃん」。レコーディングには参加していない。
1986年9月まで在籍。

### 旧サポートメンバー
鈴木淳
1968年7月18日（57歳）生まれ
ベース担当。
愛称は「じゅん」。
THE CHEWINGGUM WEEKENDの元メンバー。現在はカミナリグモのサポートベースを担当している。
2014年のライブツアー「THE COLLECTORS TOUR 2014 "DA! DA!! DA!!!"」の全26公演中6公演でベースを担当した。

## 来歴

### 1980年代
- 1986年
  - 2月、東京モッズシーンの中核をなしていたバンド「THE BIKE」で活動していた加藤ひさしとリンゴ田巻他2人で、ザ・コレクターズを結成。初のライブ出演は渋谷の屋根裏 （現在は閉業）で行われた。2人のメンバー脱退に伴い同年9月、THE FACEなどで活動していた古市コータロー、チョーキーとしはるの2人が加入。
  - 11月3日、新宿JAMで初のワンマンライブを行う。

- 1987年
  - 7月17日、インディーズ・レーベルのMINT SOUND RECORDSから、インディーズ盤アルバム『ようこそお花畑とマッシュルーム王国へ』をリリース。ザ・コレクターズがデビュー前に作成した唯一のフルアルバムである。
  - 11月21日、テイチクエンタテインメントのレーベル「BAIDIS」より『僕はコレクター』でアルバムデビュー。
  - 11月26日、メジャーデビュー記念ライブを渋谷Live inn （現在は閉業）で行う。

- 1988年
  - 3月、初の全国ツアーを実施。
  - 6月21日、アルバム『虹色サーカス団』をリリース。

- 1989年
  - 4月21日、アルバム『ぼくを苦悩させるさまざまな怪物たち』をリリース
  - 10月、全国ツアーを実施。ツアー中のライブ入場者全員にオリジナル・ソノ・シート「恋はヒートウェーヴ」を配布。ゲスト・ミュージシャンに桑村達人。奥平イラがジャケットのデザインをした。

### 1990年代
- 1990年
  - 4月21日、アルバム『PICTURESQUE COLLECTORS' LAND 〜幻想王国のコレクターズ〜』をリリース。
  - 5月18日、日本青年館ホールライブ「PEEPING! THE COLLECTORS HALL」を行う。
  - 8月2日、9日、16日、日清パワーステーション（現在は閉業）でライブ「ザ・コレクターズの木曜の夜はスペシャル!!」を行う。3週連続入場者にオリジナル・ソノ・シート「明治通りをよこぎって」を配布。オリジナルのすごろくゲーム付き。

- 1991年
  - 1月、リンゴ田巻、チョーキーとしはるが脱退。後に、小里誠と阿部耕作が加入する。
  - 2月、レーベルをテイチクエンタテインメントのBAIDISレーベルから、日本コロムビアのレーベル「TRIAD」に移籍。
  - 3月9日、メンバーチェンジ後、初のライブ「NEW COLLECTORS OPENING LIVE “WANT YOU”」を、日清パワーステーションにて行う。
  - 7月に、ピチカート・ファイヴの小西康陽のプロデュースによるアルバム『COLLECTOR NUMBER.5』をリリース。

- 1993年
  - 1月21日、アルバム『UFO CLUV』と、シングル「世界を止めて」を同時発売。
  - 2月、楽曲「世界を止めて」がFM802のヘヴィーローテーションになったのをきっかけにスマッシュヒットとなる。当時この曲のミュージック・ビデオが無かったので、ヒット後に急いで作ったという。[1]

- 1994年
  - 4月21日、アルバム『CANDYMAN』とシングル「MOON LOVE CHILD」を同時発売。

- 1995年
  - 4月、ザ・コレクターズでは初めての、海外でのレコーディングとなったアルバム『Free』とシングル「Good-bye」を同時発売。イギリスのロンドンでレコーディングされた。

- 1996年
  - 9月21日、伊藤銀次のプロデュースにより、アルバム『MIGHTY BLOW』をリリース。
  - 10月10日、日比谷野外音楽堂で結成10周年ライブを行う。

- 1997年
  - 10月1日、アルバム『HERE TODAY』をリリース。

- 1999年
  - 4月1日、アルバム『BEAT SYMPHONIC』をリリース。
  - 12月25日、覆面バンド「THE MAJESTIC FOUR（ザ・マジェスティック・フォー）」の名義で、シングル『BIG FAT COWBOY HAT』をリリース。

### 2000年代
- 2000年
  - 1月、THE MAJESTIC FOURとして、ミニアルバム『MAGIC FUN FAIR』をリリース。

- 2001年
  - 2月1日、アルバム『SUPERSONIC SUNRISE』をリリース。

- 2002年
  - 11月21日、アルバム『GLITTER TUNE』をリリース。

- 2003年
  - 所属していた事務所が解散に追い込まれる。その後、新たに事務所に所属するまで収入はゼロだったという。[1]同時期に加藤ひさしがパニック障害を発症し、バンドが危機的状況を迎える。[10]
  - 古市コータローの交渉もあって、渋谷CLUB QUATTROが率先して日程を組み、7月25日、8月29日、9月26日、渋谷CLUB QUATTROでライブを行う。[1]この年以降『CLUB QUATTRO MONTHLY LIVE』と題し毎年この場所でライブを行うようになる。時間帯や頻度などは変わりつつも、2018年現在でも渋谷CLUB QUATTROでライブを行っている。

- 2004年
  - オリジナルアルバム11枚をボーナストラック＋紙ジャケ仕様で再発盤としてリイシュー。通常盤とこの再発盤では、ジャケット・デザインが異なる。リイシューされたアルバムは、『僕はコレクター』、『虹色サーカス団』、『ぼくを苦悩させるさまざまな怪物たち』、『PICTURESQUE COLLECTORS' LAND 〜幻想王国のコレクターズ〜』、『COLLECTOR NUMBER.5』、『UFO CLUV』、『CANDYMAN』、『Free』、『MIGHTY BLOW』、『HERE TODAY』、『BEAT SYMPHONIC』。

- 2005年
  - 1月21日、アルバム『夜明けと未来と未来のカタチ』をリリース。リリー・フランキーがジャケットをデザインする。
  - 8月29日、カバー・アルバム『BIFF BANG POW!』をリリース。ザ・フーやスモール・フェイセスなどの楽曲を日本語歌詞でカバー。また、ザ・コレクターズの覆面バンドであるTHE MAJESTIC FOURの「PLUG ME IN」の日本語バージョンや、加藤ひさしがかつて組んでいたバンド、THE BIKEの楽曲「恋のイナキュレーション」のザ・コレクターズによるカバー・バージョンも収録されている。

- 2006年
  - 7月、デビュー20周年記念アルバム『ロック教室〜THE ROCK'N ROLL CULTURE SCHOOL〜』をリリース。収録された11曲中、1曲目～10曲目が加藤ひさし以外のアーティストが作詞・作曲している。
  - 10月22日、日比谷野外音楽堂で結成20周年ライブを行う。バンド紹介にROLLY、ゲスト・キーボーディストにソウル・フラワー・ユニオンの奥野真哉が出演した。
  - 12月、加藤ひさしと、元メンバーであるリンゴ田巻がかつて在籍していたバンド「THE BIKE」の名義で再集結。古市コータローを加え、THE BIKEの楽曲「僕はひどいパラノイア」をスタジオ・レコーディング。パートは以下の通り。

ボーカル＆ベース：加藤ひさし
ドラム：リンゴ田巻
ギター：古市コータロー
また、この音源は翌年1月にリリースされたザ・コレクターズのトリビュート・アルバム『NO COLLECTORS, NO LIFE』に初回限定のボーナス・トラックとして収録された。
- 2007年
  - 12月19日、アルバム『東京虫BUGS』をリリース。リリー・フランキーがジャケットをデザインする。

- 2008年
  - マネージメント・オフィス「株式会社ワンダーガール」が設立。

- 2009年
  - 1月8日、加藤ひさしと古市コータローによるポッドキャスト「池袋交差点24時」配信開始。番組内でリスナーは「P」と呼ばれている。このポッドキャストが2009年、2010年、2013年、2014年、2015年の「iTunes Rewind」に選ばれる。
  - 10月21日、メロン記念日の『ロック化計画コラボレーションシングル』として、「メロン記念日×THE COLLECTORS」名義で、シングル「青春・オン・ザ・ロード」をリリース。このシングルは、全国のタワーレコード店舗、タワーレコードオンラインショップ、メロン記念日のコンサート及びイベントの物販のみで発売された。
  - 年末、BSフジの番組「BS☆フジイ」公開収録で藤井フミヤ、浅井健一、GOING UNDER GROUNDらと日本武道館のライブに出演する。

### 2010年代
- 2010年
  - 4月7日、アルバム『青春ミラー(キミを想う長い午後)』をリリース。

- 2011年
  - 8月10日、アルバム『地球の歩き方』をリリース。ジャケット写真やプロモーション写真は、アルバム名にちなんで航空機で撮られた。
  - 9月25日、日比谷野外音楽堂で結成25周年ライブを行う。

- 2012年
  - 『CLUB QUATTRO MONTHLY LIVE』の開始から10周年を迎え、初の5公演全てのライブが完売する。
  - 8月19日、この年最後の『CLUB QUATTRO MONTHLY LIVE』にて、入場者に大入袋が配られる。

- 2013年
  - 1月23日、アルバム『99匹目のサル』をリリース。

- 2014年
  - 3月30日、ベースの小里誠が方向性、音楽性の違いにより脱退。[11]その後のライブ公演のサポートベースを山森 JEFF 正之と鈴木淳が担当した。
  - 5月24日より公開の映画『キカイダー REBOOT』の主題歌を担当した。[12]
  - 7月23日、アルバム『鳴り止まないラブソング』をリリース。小里誠の脱退に伴い、山森 JEFF 正之が全収録曲のサポートベースを務めた。
  - 7月30日、加藤ひさしと松本素生（GOING UNDER GROUND）によるインターネット生配信番組「加藤ひさしのコロムビア大行進」が放送開始。
  - 11月22日、山森 JEFF 正之が正式加入。[8]

- 2015年
  - 4月26日 ARABAKI ROCK FEST.15にてザ・コレクターズのトリビュート・イベント「THE COLLECTORS SUPER TRIBUTE -愛ある世界-」が開催される。総合プロデューサーは山中さわお。
  - 9月16日、アルバム『言いたいこと 言えないこと 言いそびれたこと』を、7年ぶりに日本コロムビアに復帰したロックレーベル「TRIAD」からリリース。

- 2016年
  - 4月16日、日比谷野外音楽堂で結成30周年ライブを行う。公演内で、2017年3月1日に日本武道館にてワンマンライブが行われることが発表された。
  - 6月16日、ドラムスの阿部耕作が脱退。[13]その後のサポートドラムを、バンドと関わりが深くCHANGE ENERGY'S、元FURSのメンバーである古沢 'cozi' 岳之が務める。
  - 12月7日、アルバム『Roll Up The Collectors』をリリース。

- 2017年
  - 1月7日、古沢 'cozi' 岳之が正式加入。
  - 3月1日、初の日本武道館ワンマンライブを行う。

- 2018年
  - 11月7日、アルバム『YOUNG MAN ROCK』をリリース。
  - 11月22日から4日間、初のギャラリー展「THE COLLECTORS EXHIBITION 2018″THIS IS MODS GEAR.”」が行われる。
  - 11月23日、ドキュメンタリー映画「The Collectors〜さらば青春の新宿Jam」が公開される。監督は川口潤。[14]

### 2020年代
- 2020年
  - 11月18日、アルバム『別世界旅行〜A Trip in Any Other World〜』をリリース。
- 2021年
  - 1月5日、加藤ひさしと古市コータローによる「池袋交差点24時 ラジオ版」が全国のコミュニティFM局で放送開始。
  - 6月26日、大阪城音楽堂で結成35周年ライブを行う。
- 2022年
  - 3月13日、2度目の日本武道館ワンマンライブを行う。
  - 11月23日、アルバム『ジューシーマーマレード』をリリース。
- 2024年
  - 11月6日、アルバム『ハートのキングは口髭がない』をリリース。

## 関連人物

### ザ・コレクターズと交友のある主なアーティスト
- the pillows
the pillowsが主催のライブ・ツアー『Born in The '60s Tour』にて共演。影響を与えたアーティストの一つともいえる。また、ボーカルである山中さわおは、ザ・コレクターズの前身バンドであるTHE BIKEのファンでもある。

- 怒髪天
上記と同じく、『Born in The '60s Tour』にて共演している。また、彼らのシングル『歩きつづけるかぎり』のミュージック・ビデオに、加藤が出演している。

- TOMOVSKY
上記と同じく、『Born in The '60s Tour』にて共演している。ザ・コレクターズが与えた影響は大きい。彼が学生の頃、学園祭のライブにてザ・コレクターズの楽曲をカバーしたという。

- The ピーズ
上記と同じく、『Born in The '60s Tour』にて共演している。ギターの安孫子義一は、古市を称賛している。

- スピッツ
スピッツが主催のライブ・イベント「新木場サンセット」に、ザ・コレクターズが出演している。また、加藤と古市によるポッドキャスト「池袋交差点24時」にて、ボーカルの草野マサムネとベーシストの田村明浩が出演した。

- ROLLY
大のコレクターズマニアで有名であり、好きな曲は「あの娘は電気磁石」。[15]かつて彼と加藤ひさし、吉田仁で、バンド「21st Century Stars」を結成しており、シングル『21世紀のラヴァーズ』をリリースしている。

- GOING UNDER GROUND
音楽プロジェクト「ロックの学園」のライブにて共演。ザ・コレクターズの楽曲「世界を止めて」を披露した。またロックの学園の加藤の講義に、ボーカルの松本素生が同席することも多い。

- THE BLUE HEARTS
加藤ひさしがザ・コレクターズを結成する以前、彼らが加藤にベーシストになるよう誘っていた。2010年に発売された彼らのトリビュート・アルバム『THE BLUE HEARTS "25th Anniversary" TRIBUTE』にて、彼らの楽曲「リンダリンダ」をカバーしている。

- 奥田民生
アルバム『ロック教室〜THE ROCK'N ROLL CULTURE SCHOOL〜』にて共演。トリビュート・アルバム『奥田民生・カバーズ』では、彼の楽曲「花になる」をカバーしている。2015年4月26日にARABAKI ROCK FEST.15で行われたザ・コレクターズのトリビュート・イベント「THE COLLECTORS SUPER TRIBUTE -愛ある世界-」にも出演し、「たよれる男」を歌った。

- ピチカート・ファイヴ

- オレンジズ

- 加山雄三

- ヒックスヴィル

### ザ・コレクターズのプロデューサーとして関わった人物
- 吉田仁
SALON MUSICのメンバー。ザ・コレクターズの数多くの楽曲、アルバムのプロデュースを手がけた他、加藤とバンド「21st Century Stars」を結成するなど交流が深い。加藤は、吉田仁がいなかったら『SUPERSONIC SUNRISE』が今のサウンドで完成しなかったと語っている。[1]

- 伊藤銀次
アルバム『MIGHTY BLOW』をプロデュースした。彼のソロアルバム『ドリーム・アラベスク』で、ザ・コレクターズの楽曲「僕は恐竜」をカバーしている。

- 小西康陽
ピチカート・ファイヴのメンバー。アルバム『COLLECTOR NUMBER.5』をプロデュースした。

- 和田博巳
はちみつぱいの元メンバー。アルバム『僕はコレクター』をプロデュースした。

## 作品

### シングル
|      | 発売日         | タイトル                           | 規格品番                      | 備考 |
| ---- | -------------- | ---------------------------------- | ----------------------------- | --- |
| 1st  | 1988年6月21日  | 太陽はひとりぼっち                 | 07BA-5(アナログ)、10CH-17(CD) | |
| 2nd  | 1991年7月1日   | SEE-SAW                            | CODA-8765                     | |
| 3rd  | 1993年1月21日  | 世界を止めて                       | CODA-128                      | OVA「BADBOYS」エンディング・テーマ テレビ東京系列局「そのまんま東のバーチャル情報局」エンディング・テーマ |
| 4th  | 1994年4月21日  | MOON LOVE CHILD                    | CODA-402                      | |
| 5th  | 1995年4月1日   | Good-bye                           | CODA-616                      | |
| 6th  | 1995年9月21日  | 素晴らしき人生                     | CODA-728                      | |
| 7th  | 1996年6月1日   | 涙のレインボーアイズ               | COCA-13390                    | |
| 8th  | 1996年8月31日  | GLORY DAYS                         | CODA-988                      | フジテレビ系「猛烈アジア太郎」エンディング・テーマ                                                        |
| 9th  | 1996年11月21日 | いいことあるさ                     | CODA-1071                     | フジテレビ系アニメ「こちら葛飾区亀有公園前派出所」エンディング・テーマ                                    |
| 10th | 1997年4月19日  | Giulietta                          | COCA-14098                    | フジテレビ系「来来圏」エンディング・テーマ                                                                |
| 11th | 1997年7月21日  | TOUGH(all the boys gotta be tough) | CODA-1243                     | |
| 12th | 1997年9月21日  | GIFT                               | CODA-1322                     | |
| 13th | 1998年5月21日  | FIND THE WAY HOME                  | COCA-15079                    | フジテレビ系「ネプやり」エンディング・テーマ                                                              |
| 14th | 1998年10月1日  | CASH & MODEL GUN                   | COCA-15339                    | |
| 15th | 1999年3月20日  | 百億のキッスと千億の誓い           | CODA-50057                    | |
| 16th | 2000年11月21日 | 恋のしわざ                         | WFMS-002                      | |
| 17th | 2001年10月1日  | PUNK OF HEARTS                     | WFMS-003                      | |
| 18th | 2012年4月11日  | 誰にも負けない愛の歌               | COZA-665/6                    | |
| 19th | 2012年11月21日 | 未来地図                           | COZA-731/2                    | フジテレビ系「生田くん、ハイ!」11月度エンディング・テーマ                                                 |

#### インターネット配信限定シングル
|     | 発売日         | タイトル                        | 規格品番   | 備考                                              |
| --- | -------------- | ------------------------------- | ---------- | ------------------------------------------------- |
| 1st | 2014年4月16日  | Da!Da!!Da!!!(TVサイズ)          | COKM-32457 | NHK Eテレアニメ『おじゃる丸』エンディング・テーマ |
| 2nd | 2014年7月9日   | ゴーゴー・キカイダー REBOOT2014 | COKM-32611 | 映画『キカイダー REBOOT』主題歌                   |
| 3rd | 2020年10月9日  | お願いマーシー                  |            | ギターで真島昌利が参加                            |
| 4th | 2021年11月24日 | 裸のランチ／ウィンターソング    |            |                                                   |

#### ミニアルバム（ビックシングル）
|     | 発売日        | タイトル   | 規格品番  |
| --- | ------------- | ---------- | --------- |
| 1st | 1992年5月21日 | 愛ある世界 | COCA-9798 |

#### コラボレーション・シングル
|     | 発売日         | タイトル               | 解説 | 規格品番  |
| --- | -------------- | ---------------------- | --- | --------- |
| 1st | 2009年10月21日 | 青春・オン・ザ・ロード | メロン記念日とのコラボレーション。 | TGCS-5828 |
| 2nd | 2016年7月20日  | 愛ある世界             | THE COLLECTORS -30th Anniversary Session-名義でリリース。 参加メンバーはザ・コレクターズ、奥田民生、甲本ヒロト（ザ・クロマニヨンズ）、鈴木圭介（フラワーカンパニーズ）、TOSHI-LOW（BRAHMAN）、藤井フミヤ、増子直純（怒髪天）、山中さわお（the pillows）、吉井和哉（THE YELLOW MONKEY）、真城めぐみ（ヒックスヴィル、ましまろ）、畠山美由紀、會田茂一、真壁陽平、ウエノコウジ（the HIATUS）、クハラカズユキ（The Birthday）、山本健太、朝倉真司（ヨシンバ）、高野勲 |           |

### アルバム

#### オリジナル・アルバム
|              | 発売日         | タイトル                                                | 規格品番                                                                 |
| ------------ | -------------- | ------------------------------------------------------- | ------------------------------------------------------------------------ |
| インディーズ | 1987年7月17日  | ようこそお花畑とマッシュルーム王国へ                    | MSR-1004、1005（アナログ）                                               |
| 1st          | 1987年11月21日 | 僕はコレクター                                          | 28BA-7（アナログ）、28TB-7（カセット）、30CH-277（CD）、TECN-15264（再） |
| 2nd          | 1988年6月21日  | 虹色サーカス団                                          | 28BA-16（アナログ）、30CH-309（CD）、TECN-15264（再）                    |
| 3rd          | 1989年4月21日  | ぼくを苦悩させるさまざまな怪物たち                      | 30CH-385、TECN-15265（再）                                               |
| 4th          | 1990年4月21日  | PICTURESQUE COLLECTORS' LAND 〜幻想王国のコレクターズ〜 | TECN-28016、TECN-15266（再）                                             |
| 5th          | 1991年7月21日  | COLLECTOR NUMBER.5                                      | COCA-7747                                                                |
| 6th          | 1993年1月21日  | UFO CLUV                                                | COCA-10570                                                               |
| 7th          | 1994年4月21日  | CANDYMAN                                                | COCA-11644                                                               |
| 8th          | 1995年4月1日   | Free                                                    | COCA-12501                                                               |
| 9th          | 1996年9月21日  | MIGHTY BLOW                                             | COCA-13616                                                               |
| 10th         | 1997年10月1日  | HERE TODAY                                              | COCA-14472                                                               |
| 11th         | 1999年4月1日   | BEAT SYMPHONIC                                          | COCP-50059、CLW-003（アナログ）                                          |
| 12th         | 2001年2月1日   | SUPERSONIC SUNRISE                                      | COCP-50465                                                               |
| 13th         | 2002年11月21日 | GLITTER TUNE                                            | COCP-50700                                                               |
| 14th         | 2005年1月26日  | 夜明けと未来と未来のカタチ                              | COCP-50829                                                               |
| 15th         | 2006年7月26日  | ロック教室〜THE ROCK'N ROLL CULTURE SCHOOL〜            | COCP-50934                                                               |
| 16th         | 2007年12月19日 | 東京虫BUGS                                              | COCP-51057                                                               |
| 17th         | 2010年4月7日   | 青春ミラー(キミを想う長い午後)                          | COCP-36086                                                               |
| 18th         | 2011年8月10日  | 地球の歩き方                                            | COZP-585/6（初回盤）、COCP-36887                                         |
| 19th         | 2013年1月23日  | 99匹目のサル                                            | COZP-733/4（初回盤）、COCP-37694                                         |
| 20th         | 2014年7月23日  | 鳴り止まないラブソング                                  | COZP-935/6（初回盤）、COCP-38591                                         |
| 21st         | 2015年9月16日  | 言いたいこと 言えないこと 言いそびれたこと              | COZP-1073/4（初回盤）、COCP-39234                                        |
| 22nd         | 2016年12月7日  | Roll Up The Collectors                                  | COZP-1266/7（初回盤）、COCP-39781                                        |
| 23rd         | 2018年11月7日  | YOUNG MAN ROCK                                          | COCP-40539                                                               |
| 24th         | 2020年11月18日 | 別世界旅行〜A Trip in Any Other World〜                 | COZP-1693/4（初回盤）、COCP-41339                                        |
| 25th         | 2022年11月23日 | ジューシーマーマレード                                  | COCP-41913                                                               |
| 26th         | 2024年11月6日  | ハートのキングは口髭がない                              | COCP-42384、CEG-88-9（コロムビアミュージックショップ限定盤）             |

#### カバー・アルバム
|     | 発売日        | タイトル      | 規格品番   |
| --- | ------------- | ------------- | ---------- |
| 1st | 2005年8月29日 | BIFF BANG POW | COCP-50866 |

#### ベスト・アルバム / ライブ・アルバム / コンピレーション・アルバム
|      | 発売日         | タイトル                                                                                   | 解説 | 規格品番        |
| ---- | -------------- | ------------------------------------------------------------------------------------------ | --- | --------------- |
| 1st  | 1991年10月23日 | フリーク博士とマニア氏/ザ・コレクターズ・ベスト（別名：ドクターフリーク＆ミスターマニア)   | BAIDISレーベル在籍時の楽曲のみのベストアルバム。 | TECN-28107      |
| 2nd  | 1995年4月21日  | The collectors complete set the BAIDIS years                                               | BAIDISレーベル在籍時の楽曲やCD未収録曲の他、シド・バレットのカバー「BABY LEMONADE」や、ビージーズのカバー「SPICKS AND SPECKS」を加えた2枚組ベストアルバム。 | TECN-38300/1    |
| 3rd  | 1995年10月23日 | GOLD TOP - The Best of The Collectors                                                      | TRIADレーベル在籍時の楽曲のみのベストアルバム。「SEE-SAW」、「カメレオン・ダイナマイト」、「明治通りをよこぎって」は95MIX VERSIONとして新たにリミックスされている。                                                                                               | COCA-12885      |
| 4th  | 1998年5月30日  | LIVING FOUR KICKS (COMPLETE LIVE BEST)                                                     | 2枚組のライブアルバム。 | COCA-15077/8    |
| 5th  | 2000年4月29日  | RETROSPECTIVE                                                                              | 加藤ひさし監修のコンピレーション・アルバム。ヒートウェイヴ(HEAT WAVE)レーベルやTRIADレーベルからリリースされたシングルのカップリング曲やリミックス・バージョン、その他未収録音源を中心に構成されている。                                                          | COCP-50290      |
| 6th  | 2000年12月21日 | SILVER SPRUCE -The Best of The Collectors Again-                                           | 「GOLD TOP - The Best of The Collectors」の続編ともいえるベスト盤。 | COCP-50436      |
| 7th  | 2002年8月21日  | THE COLLECTORS more complete set the BAIDIS years                                          | 「The collectors complete set the BAIDIS years」の続編ベスト盤。テイチクエンタテインメントのインペリアルレコードよりリリース。 | TECN-35829/30   |
| 8th  | 2005年8月24日  | THE GREATEST TRACKS                                                                        | 15曲収録のベストアルバム。 | COCP-50865      |
| 9th  | 2008年8月20日  | WELCOME TO FLOWER FIELDS LIVE SHOW 1986                                                    | CDとDVDの2枚組ライブアルバム。 | YOUTH-054       |
| 10th | 2008年11月5日  | MISSING TRACKS                                                                             | ザ・フー、矢沢永吉をカバーした楽曲や、入手困難な楽曲などをまとめたアルバム。 | COCP-35183      |
| 11th | 2008年11月5日  | OH! MY MOD! The Collectors best -Sawao Yamanaka Selection                                  | the pillowsの山中さわお選曲によるベストアルバム。 | COCP-35184      |
| 12th | 2009年7月5日   | ALL WE NEED IS LIVE （ライブこそすべて）                                                   | ライブ音源を16曲収録。 | WGCD-001        |
| 13th | 2012年4月25日  | all time favorite                                                                          | 加藤ひさし選曲。インターネットでの配信。 | COKM-31237      |
| 14th | 2012年4月25日  | the ballad for midnight sun                                                                | 加藤ひさし選曲。インターネットでの配信。 | COKM-31268      |
| 15th | 2015年3月18日  | THE REVIVAL OF TRIAD ［2015］ MINI BEST -THE COLLECTORS                                    | 5曲入り。インターネットでの配信。 | COKM-32954      |
| 15th | 2015年3月18日  | THE REVIVAL OF TRIAD ［2015］ シングルB面 MINI BEST -THE COLLECTORS                        | 5曲入り。インターネットでの配信。 | COKM-32955      |
| 16th | 2016年9月7日   | Request Hits                                                                               | CD2枚組。ファン投票によって選ばれた上位30曲が収録されている。 | COCP-39625/6    |
| 17th | 2016年9月7日   | MUCH TOO ROMANTIC! 〜The Collectors 30th Anniversary CD/DVD Collection                     | CD23枚組+DVD。メジャーデビュー後に発売されたオリジナルアルバム21作（DISC 1 - 21）とそれらに未収録の楽曲を収録した「Singles & Rarities Collection」（DISC 22, 23）、ドキュメントDVD「On The Million Crossroads Rock」を収録。                                      | COZP-1190/1213  |
| 18th | 2018年11月21日 | 明治通りをよこぎって【THE COLLECTORS〜さらば青春の新宿JAM〜主題歌】                        | 映画「THE COLLECTORS〜さらば青春の新宿JAM」のオリジナル・サウンドトラック。7インチEPで3曲収録。 | CMRS-0021       |
| 19th | 2018年11月21日 | WELCOME TO FLOWER FIELDS LIVE SHOW 1986（復刻CD／リマスター）                              | CD+DVDの2枚組ライブアルバム。2008年8月20日に発売された同名作品のリマスター盤。以前の作品に収録されなかった「TOO MUCH ROMANTIC!」の映像を追加収録。 | COZP-1493/4     |
| 20th | 2021年3月10日  | 「Studio Live Session Vol.1 “A Trip in Any Other World”」【紙ジャケCD】                    | 2021年1月に「LIVING ROOM LIVE SHOW」にて映像配信されたスタジオライブセッションの音源のCD化。 | WGCD-003        |
| 21st | 2021年3月12日  | 「The Naked Live Session Vol.1 “A Trip in Any Other World”」【Digital Album】              | 2021年1月に「LIVING ROOM LIVE SHOW」にて映像配信されたスタジオライブセッションの音源をデジタル配信。収録内容は、2021年3月10日リリースの『「Studio Live Session Vol.1 “A Trip in Any Other World”」【紙ジャケCD】』と同じ。                                        | なし            |
| 22nd | 2021年6月2日   | 13 VINYL SINGLE                                                                            | 結成35周年を記念して発売された7インチボックス・セット。全24枚のオリジナルアルバムから、メンバーが1枚につき1曲ずつ選曲。また新曲2曲も加えられ計13枚組となっている。特典として、2021年11月23日に行われた加藤ひさし還暦記念ワンマンライブの映像DVDが封入されている。 | COZA-1755〜1768 |
| 23rd | 2023年4月26日  | THE COLLECTORS QUATTRO MONTHLY LIVE 2023 "日曜日が待ち遠しい!SUNDAY ON MY MIND" 2023.1.15  | | COKM-44429      |
| 24th | 2023年6月21日  | THE COLLECTORS QUATTRO MONTHLY LIVE 2023 "日曜日が待ち遠しい!SUNDAY ON MY MIND" 2023.2.12  | | COKM-44500      |
| 25th | 2023年7月26日  | THE COLLECTORS QUATTRO MONTHLY LIVE 2023 "日曜日が待ち遠しい!SUNDAY ON MY MIND" 2023.3.12  | | COKM-44514      |
| 26th | 2023年8月23日  | THE COLLECTORS QUATTRO MONTHLY LIVE 2023 "日曜日が待ち遠しい!SUNDAY ON MY MIND" 2023.4.16  | | COKM-44517      |
| 27th | 2023年9月20日  | THE COLLECTORS QUATTRO MONTHLY LIVE 2023 "日曜日が待ち遠しい!SUNDAY ON MY MIND" 2023.5.14  | | COKM-44620      |
| 28th | 2023年10月11日 | THE COLLECTORS QUATTRO MONTHLY LIVE 2023 "日曜日が待ち遠しい!SUNDAY ON MY MIND" 2023.6.11  | | COKM-44623      |
| 29th | 2023年11月8日  | THE COLLECTORS QUATTRO MONTHLY LIVE 2023 "日曜日が待ち遠しい!SUNDAY ON MY MIND" 2023.7.16  | | COKM-44625      |
| 30th | 2023年12月6日  | THE COLLECTORS QUATTRO MONTHLY LIVE 2023 "日曜日が待ち遠しい!SUNDAY ON MY MIND" 2023.8.13  | | COKM-44626      |
| 31st | 2023年12月27日 | THE COLLECTORS QUATTRO MONTHLY LIVE 2023 "日曜日が待ち遠しい!SUNDAY ON MY MIND" 2023.9.10  | | COKM-44739      |
| 32nd | 2024年1月24日  | THE COLLECTORS QUATTRO MONTHLY LIVE 2023 "日曜日が待ち遠しい!SUNDAY ON MY MIND" 2023.10.15 | | COKM-44741      |
| 33rd | 2024年2月21日  | THE COLLECTORS QUATTRO MONTHLY LIVE 2023 "日曜日が待ち遠しい!SUNDAY ON MY MIND" 2023.11.19 | | COKM-44743      |

#### その他のアルバム
|     | 発売日 | タイトル                   | 解説                                                            | 規格品番 |
| --- | ------ | -------------------------- | --------------------------------------------------------------- | -------- |
| 1st | 1992年 | エクスタシーパーティーe.p. | 4曲収録のアナログ盤ミニ・アルバム。5000枚限定販売で現在は絶版。 | CLW-001  |

#### トリビュート・アルバム
|     | 発売日         | タイトル                                   | 解説 | 規格品番   |
| --- | -------------- | ------------------------------------------ | --- | ---------- |
| 1st | 2002年10月23日 | BEAT OFFENDERS~A TRIBUTE TO THE COLLECTORS | 多くのアーティスト達が、ザ・コレクターズの楽曲をカバーしたアルバム。 出演アーティスト：THE POAKS(ボーカル：TOSHI-LOW、ギター：渡邊忍、ベース：LOW IQ 01、ドラム：平本レオナ）/BEAT CRUSADERS/BEEFEATER（ボーカル & ベース：LOW IQ 01、ギター：會田茂一、キーボード：堀江博久、ドラム：恒岡章）/くるり/the pillows/Cymbals/FOE/FT2K'S/GOING UNDER GROUND/HICKSVILLE/吉村秀樹 (bloodthirsty butchers)/No End Why                                               | AMCT-10009 |
| 2nd | 2007年1月17日  | NO COLLECTORS, NO LIFE.                    | タワーレコード限定発売。多くのアーティスト達が、ザ・コレクターズの楽曲をカバーしたアルバム。ジャケット写真はダイノジの大地洋輔が写っている。 出演アーティスト：旺福/浅田信一＋奥野真哉/フラワーカンパニーズ/フーバーオーバー/ANATAKIKOU/Loco-Passion/ダースレイダー/ニブルス/ファンキーパンキー/ミルクティース/ARTS/ChesterCopperpot/COOL JOKE/鉄と鉛/TOKYO DROP/THE 48s/THE BIKE (ボーカル＆ベース：加藤ひさし、ドラム：リンゴ田巻、ギター：古市コータロー) | YOUTH-011  |

### 映像作品 （VHS/DVD/Blu-ray）
- THE COLLECTORS in SUPER MOD GEAR （1993年7月21日）
- THE COLLECTORS in ULTRA MOD GEAR （1994年9月21日）
- MIGHTY 10th ROUND ATTACK　（1997年1月21日）
- Amazing Street@TV Video Vol.1
- Amazing Street@TV Video Vol.2
- Amazing Street@TV Video Vol.3
- THE COLLECTORS CLIPS
  - ライブ会場にて販売。
- FRIDAY ON MY MIND　（2004年12月25日）
- Saturday Night's Alright For Rockin' SUMMER 2005 Live at QUATTRO　（2005年12月25日）
- COME INTO OUR MUSIC BOXX　（2006年3月24日）
- 20th ANNIVERSARY DVD BOX ALL MOD GEAR　（2006年11月22日）
- FESTIVAL OF KINGS~GLORY ROAD  TO 20th MAXIMUM(完全盤)　（2007年7月18日）
- FUEL MOD!　（2008年10月15日）
- FRIDAY ON MY MIND SUMMER 2004　（2008年10月15日）
- Saturday Night's Alright For Rockin' SUMMER 2005 LIVE at QUATTRO　（2008年10月15日）
- GLORY ROAD TO THE TWENTIETH SUMMER 2006 LIVE at QUATTRO　（2008年10月15日）
- 東京虫BUGS THE COLLECTORS BUGS TOUR LIVE DVD　（2008年2月27日）
- BeatfulSunday Live DVD shibuya CLUB QUATTRO MONTHLY LIVE 2009　（2009年12月5日）
- COLLECTRON DVD LOOKING BACK 2009 （コレクトロン会員限定DVD）（2010年11月25日）
- FRIDAY ON MY MIND SUMMER 2004（復刻盤）　（2010年6月26日）
- Saturday Night's Alright For Rockin' SUMMER 2005 LIVE at QUATTRO（復刻盤）　（2010年6月26日）
- GLORY ROAD TO THE TWENTIETH SUMMER 2006 LIVE at QUATTRO（復刻盤）　（2010年6月26日）
- FESTIVAL OF KINGS~GLORY ROAD TO 20th MAXIMUM（復刻盤）　（2010年6月26日）
- 5 Story Rock Show shibuya CLUB QUATTRO MONTHLY LIVE 2010　（2010年11月27日）
- THE COLLECTORS TOUR 2010-2011 "BAD TIMES GONE, GOOD TIMES ROUND"　（2011年4月24日）
- SHIBUYA CLUB QUATTRO MONTHLY LIVE 2011 "The Door Into Dramatic Summer"　（2011年9月25日）
- THE COLLECTORS 25th ANNIVERSARY LIVE "In The Groove Globe"　（2012年1月18日）
- HAPPENINGS 20YEARS TIME AGO AND NOW~THE STORY OF THE COLLECTORS~ （再発盤）　（2012年3月21日）
- NEW CLIPS 1986-2012 （再編集盤）　（2012年3月21日）
  - 2012年現在、最新のミュージック・ビデオ集。
- LIVE TV （再発盤）（2012年3月21日）
- THE COLLECTORS in SUPER MOD GEAR （再発盤）　（2012年3月21日）
- THE COLLECTORS in ULTRA MOD GEAR （再発盤）　（2012年3月21日）
- MIGHTY 10th ROUND ATTACK （再発盤）　（2012年3月21日）
- THE COLLECTORS MONTHLY LIVE 2012 "クアトロ天国~CLUB QUATTRO MONTHLY LIVE 10th ANNIVERSARY~" （2013年4月24日）
- THE COLLECTORS TOUR 2013 MODTONE -TOUR FINAL at STUDIO COAST- （2013年9月18日）
- THE COLLECTORS TOUR 2014 "DA! DA!! DA!!!" at ZEPP Divercity, TOKYO on 22th November, 2014（2015年3月4日）
- THE COLLECTORS TOUR 2015 “SUPER DUPER” at EX THEATER ROPPONGI on 22nd November（2016年2月27日）
- MUCH TOO ROMANTIC!～The Collectors 30th Anniversary CD/DVD Collection （2016年9月7日）
  - 『言いたいこと 言えないこと 言いそびれたこと』までの全オリジナル・アルバム、「青春・オン・ザ・ロード」「クリスマスソング」「JOIN TOGETHER」をセルフカバーした編集盤など、計23枚組CDと1本のドキュメンタリーDVDなどが入ったボックス・セット。
- THE COLLECTORS live at BUDOKAN “MARCH OF THE MODS” 30th anniversary 1 Mar 2017 （2017年6月7日）
  - Blu-ray＋CD（2枚組）とDVD＋CD（2枚組）の同時発売。
- THE COLLECTORS 30th Anniversary TOUR “Roll Up The Collectors”at NAKANO SUNPLAZA HALL, TOKYO on 3rd November, 2017（2018年1月21日）
- CLUB QUATTRO MONTHLY LIVE 2018 "LAZY SUNDAY AFTERNOON"（2019年8月7日）
- Filmography（2021年11月24日）
  - 結成35周年記念として発売されたボックス・セット。2018年クアトロマンスリーライブ、2021年大阪城野音ライブ、ドキュメンタリー、MV集を収録したDVD6枚と、「裸のランチ」「ウィンターソング」が収録されたCD1枚、オールカラー40ページブックレットが封入。
- THE COLLECTORS “This is Mods” 35th anniversary live at Nippon Budokan 13 Mar 2022（2022年7月20日）

### 参加作品

#### オリジナル・アルバム
- F's KITCHEN（2008年10月8日）
  - 藤井フミヤのアルバム。加藤ひさしが作詞・作曲の楽曲「JOIN TOGHTHER」を藤井とザ・コレクターズがコラボレーションして演奏した。
- MELON'S NOT DEAD（2010年2月17日）
  - メロン記念日のアルバム。コラボレーションしたシングル曲「青春・オン・ザ・ロード」を収録。

#### ミニ・アルバム
- 素生 （2010年3月17日）
  - 松本素生のミニ・アルバム。ボーナストラックにて、松本と共に桑田佳祐の「悲しい気持ち (JUST A MAN IN LOVE)」をカバー。

#### トリビュート・アルバム（参加作品）
- KINKY BOOT ~TRIBUTE TO THE KINKS （2002年2月21日）
  - キンクストリビュート・アルバム。「ドゥ・イット・アゲイン」をカバー。
- Gentle Guitar Dreams （2002年5月29日）
  - ジョージ・ハリスントリビュート・アルバム。「WHAT IS LIFE」をカバー。
- A Tribute to Brian Jones（2006年8月9日）
  - ブライアン・ジョーンズトリビュート・アルバム。映画「ブライアン・ジョーンズ ストーンズから消えた男」の公開に合わせて発売された。小島麻由美と共に、「Golden Stone」で参加。
- TRIBUTE TO DAVID BOWIE （2007年3月21日）
  - デヴィッド・ボウイトリビュート・アルバム。「Space Oddity」をカバー。
- 奥田民生・カバーズ （2007年10月24日）
  - 奥田民生トリビュート・アルバム。「花になる」をカバー。
- 僕らのアニソン! 〜ロックでトリビュート〜 （2008年1月16日）
  - 「マッハGO GO GO」をカバー。
- アニソマニア 15 ANIMATION SONGS ROCK COVERS! （2009年7月29日）
  - 「マッハGO GO GO」をカバー。
- THE BLUE HEARTS "25th Anniversary" TRIBUTE （2010年2月24日）
  - THE BLUE HEARTSトリビュート・アルバム。「リンダリンダ」をカバー。

#### コンピレーション・アルバム
- DANCE! -APPROVED STREETS （1987年3月21日）
  - モッズ専門レーベル「RADIATE RECORDS」のコンピレーション・アルバム。「NICK! NICK! NICK!」「僕の時間機械」で参加。
- Attack of... Mushroom People! （1987年4月15日）
  - 「COLLECTOR」で参加。「僕はコレクター」のメジャー・デビュー前の音源。
- ATTACK OF THE MUSHROOM PEOPLE（1987年5月4日）
  - 上記アルバムの発売を記念して、渋谷Live Innにて無料配布されたソノシート。「1・2・3・4・5・6・7 DAYS A WEEK」のライブ音源で参加。
- IKASU!! NEO GS GO!GO!LIVE!!（1987年9月5日）
  - 1987年8月にニッポン放送の公開収録で行われたネオGSのライブ・イベントを収めたアルバム。「僕はコレクター」「僕の時間機械」のライブ音源で参加。
- MINT SOUND'S CHRlSTMAS ALBUM （1987年12月）
  - インディーズ・レーベル「MINT SOUND'S RECORDS」のオムニバス・アルバム。「クリスマス・ソング」で参加。
- BAIDIS グレート・オムニバス Vol.1 （1999年9月22日）
  - テイチクエンタテインメントのBAIDISレーベル所属アーティストによるオムニバス・アルバム。「僕はコレクター」で参加。
- BAIDIS グレート・オムニバス Vol.2 （1999年9月22日）
  - 同上。「ぼくを苦悩させるさまざまな怪物たちのオペラ」で参加。
- GET THE PUNK -J PUNK＆NEW WAVE 1972～1991 （2003年10月1日）
  - 「僕はコレクター」で参加。
- 802 HEAVY ROTATIONS~J-HITS COMPLETE’92-’94~（2004年11月24日）
  - FM802開局15周年記念コンピレーション・アルバム。「世界を止めて」で参加。
- MODS MAYDAY 25th Anniversary Compilation （2005年7月20日）
  - MODS MAYDAY開催25周年記念アルバム。「NEVER MIND」で参加。
- 地球バラード （2009年5月20日）
  - 「世界を止めて」で参加。
- ROCK THE MIX 2 （2009年9月30日）
  - GOING UNDER GROUNDの松本素生がDJを務める。「Stay Cool! Stay Hip! Stay Young!」で参加。
- ゼクシィ presents Happy Songs （2010年7月21日）
  - 「恋することのすべて」で参加。
- TWO DAYS OFF （2013年3月27日）
  - 「地球の歩き方」で参加。
- THE REVIVAL OF TRIAD [2015] （2015年3月18日）
  - 日本コロムビアのTRIADレーベル所属アーティストによるオムニバス・アルバム。「TOUGH(all the boys gotta be tough)」で参加。
- Sweet Happiness SUPPORTED BY ゼクシィ（2016年8月24日）
  - ゼクシィ花嫁1000人委員会により選曲されたオムニバス・アルバム。「プロポーズソング」で参加。

#### サウンドトラック・アルバム
- こちら葛飾区亀有公園前派出所～音楽集～ （1997年2月21日）
  - フジテレビ系アニメ「こちら葛飾亀有公園前派出所」のサウンド・トラック。エンディング・テーマ「いいことあるさ (TVサイズ)」
- 「こちら葛飾区亀有公園前派出所」音楽集2（1997年8月21日）
  - 上記アルバムの第2弾。エンディング・テーマ「いいことあるさ (TVサイズ)」
- こち亀百歌選～主題歌ベストコレクション～（2003年3月19日)
  - フジテレビ系アニメ「こちら葛飾区亀有公園前派出所」のサウンド・トラック。エンディング・テーマ「いいことあるさ」
- キカイダー REBOOT オリジナル・サウンドトラック （2014年6月11日）
  - 主題歌「ゴーゴー・キカイダー REBOOT2014 (MOVIE VERSION)」

#### 映像作品
- GALACTiKA 06 (2004年10月2日)
- Born in The '60s （2011年2月16日）
- the pillows presents Born in The '60s 2011.10.09 at Zepp Sendai （2012年4月11日）

## タイアップ一覧
| 使用年 | 曲名                                          | タイアップ                                                                                  |
| ------ | --------------------------------------------- | ------------------------------------------------------------------------------------------- |
| 1993年 | 世界を止めて                                  | テレビ東京系『そのまんま東のバーチャル情報局』エンディングテーマ                            |
| 1993年 | 世界を止めて                                  | OVA『BADBOYS』エンディングテーマ                                                            |
| 1995年 | Good-bye                                      | 日本テレビ系『ザ・サンデー』エンディングテーマ                                              |
| 1995年 | ミッドナイト・レインボー                      | NHK-FM『ミュージック・スクエア』エンディングテーマ                                          |
| 1996年 | GLORY DAYS                                    | フジテレビ系『猛烈アジア太郎』エンディングテーマ                                            |
| 1996年 | いいことあるさ                                | フジテレビ系アニメ『こちら葛飾区亀有公園前派出所』エンディングテーマ（第13話 - 第35話/SP1） |
| 1997年 | Giulietta                                     | フジテレビ系『来来圏』エンディングテーマ                                                    |
| 1997年 | GIFT                                          | フジテレビ系『ビッグトゥデイ』エンディングテーマ                                            |
| 1998年 | FIND THE WAY HOME                             | フジテレビ系『ネプやり』エンディングテーマ                                                  |
| 2001年 | A TASTE OF YOUTH                              | BSフジ アニメ『すてき!さくらママ』オープニングテーマ                                        |
| 2001年 | LUNA                                          | フジテレビ系『東京ビッグショット』エンディングテーマ                                        |
| 2006年 | 愛ある世界                                    | 日本テレビ系『恋愛部活』挿入歌（2006年 - 2007年）                                           |
| 2007年 | たよれる男                                    | テレビ神奈川『Mutoma α』/『MUTOMA LIVE』オープニングテーマ                                  |
| 2010年 | リンダリンダ                                  | テレビ東京系 ドラマ24『モテキ』第5話モテ曲                                                  |
| 2012年 | 未来地図                                      | フジテレビ系『生田くん、ハイ!』11月度エンディングテーマ                                     |
| 2013年 | プロポーズソング                              | フジテレビ系『魁!音楽番付 Eight』2013年1月〜3月度エンディングテーマ                         |
| 2014年 | Da!Da!!Da!!!                                  | NHK Eテレ アニメ『おじゃる丸』エンディングテーマ（第17シリーズ）                            |
| 2014年 | ゴーゴー・キカイダー REBOOT2014               | 東映配給映画『キカイダー REBOOT』主題歌                                                     |
| 2016年 | 悪の天使と正義の悪魔                          | フジテレビ系アニメ『ドラゴンボール超』エンディングテーマ（第73話 - 第83話）                 |
| 2018年 | 明治通りをよこぎって (リミックス・バージョン) | 映画『THE COLLECTORS〜さらば青春の新宿JAM〜』主題歌                                         |
| 2024年 | スティーヴン・キングは殺人鬼じゃない          | テレビ埼玉ほか『マチコミ』2024年12月度エンディングテーマ                                    |

## ヘビーローテーション/パワープレイ

### ラジオ
| 放送年 | 曲名                 | ラジオヘビーローテーション/パワープレイ                                     |
| ------ | -------------------- | --------------------------------------------------------------------------- |
| 1993年 | 世界を止めて         | FM802 1993年2月度ヘビーローテーション                                       |
| 1995年 | Good-bye             | NORTH WAVE 1995年4月度POWER PLAY                                            |
| 1996年 | 涙のレインボーアイズ | ABCラジオ『ABCミュージックパラダイス』1996年6月度ミューパライチ押しナンバー |
| 1997年 | GIFT                 | FM NACK5『JAPANESE DREAM』1997年9月度 歴代JDグランプリ受賞曲                |

## 関連書籍
- ザ・コレクターズ大頭鑑 （2008年10月16日 音楽出版社）
- THE COLLECTORS PHOTOGRAPHS 2002-2010 （2010年4月25日 株式会社ワンダーガール）
- 池袋交差点24時 （2012年9月7日 Pヴァイン・ブックス）
- DONUTザ・コレクターズ・ツアーブック2014 （2014年7月21日 有限会社スタジオ・エム・オー・ジー）
- The Collectors ANTHOLOGY 30th Anniversary Book（2017年2月25日 シンコーミュージック）
- 愛蔵版 THE COLLECTORS Gear Book（2017年2月28日 株式会社プレイヤー・コーポレーション）

## メディア出演

### 映画
- THE COLLECTORS〜さらば青春の新宿JAM（2018年11月23日公開）監督：川口潤